# Witold Witkowski
Witold Witkowski (ur. 6 lutego 1924 w Chlewskiej Woli, zm. 8 czerwca 2015 w Warszawie) – mostowiec, projektant, konstruktor, nauczyciel. Brat profesora Zygmunta Witkowskiego, specjalisty z dziedziny dendrometrii.
W czasie okupacji ukończył Szkołę Podoficerską AK w stopniu starszego strzelca. Wielokrotnie brał udział w akcjach oddziałów leśnych. Należał do ZWZ a następnie do AK pod pseudonimem „Sęk”. Był w Kedywie, a także w oddziałach leśnych.
W latach 1948–1952 pracował w biurze projektów Centrali Produktów Naftowych, jednocześnie studiując na Politechnice Warszawskiej. W 1952 rozpoczął pracę w Centralnym Biurze Studiów i Projektów Transportu Drogowego i Lotniczego. Projektował mosty, i wiadukty
Wprowadził do mostownictwa polskiego struno- i kablobeton. Jako pierwszy w kraju stosował obliczeniową technikę elektroniczną do projektowania mostów.
W 1973 r. przeszedł do BPBK „Stolica”, gdzie powierzono mu kierownictwo pracowni mostowej i powołano na głównego projektanta mostu Grota-Roweckiego wraz ze wszystkimi obiektami.
Projektując i kierując projektowaniem mostów odznaczał się nowatorska śmiałością myśli, stając się czołowym specjalista w tej dziedzinie.
Odznaczony licznymi odznaczeniami, m.in. Medalem 10-lecia Polski Ludowej, Złotym Krzyżem Zasługi, Krzyżem Kawalerskim Orderu Odrodzenia Polski (m.in. za projekt ślimaka przy Moście Poniatowskiego) oraz Orderem Sztandaru Pracy II kl.